# Luca Petzold
Luca Petzold (* 10. Dezember 2001 in Bamberg) ist ein deutscher Fußballtorwart.

## Karriere
Nach seinen Anfängen in der Jugend des ASV Gaustadt, der JFG Bamberg-Süd, des FC Eintracht Bamberg und des 1. FC Nürnberg, für den er auch fünf Spiele in der B-Junioren-Bundesliga bestritt, wechselte er im Sommer 2018 in die Jugendabteilung des FC Rot-Weiß Erfurt. Dort wurde er im Sommer 2020 in den Kader der ersten Mannschaft aufgenommen, die seinerzeit in der Oberliga Nordost spielte. Am Ende der Saison 2021/22 stieg er mit den Blumenstädtern in die Regionalliga Nordost auf.
Im Sommer 2022 wechselte er zur SpVgg Bayreuth, die zuvor in die 3. Liga aufgestiegen war. Seinen ersten Profieinsatz hatte er am 15. März 2023, dem 27. Spieltag der Saison 2022/23, als er bei der 0:5-Auswärtsniederlage gegen den 1. FC Saarbrücken in der Startformation stand. Nach dem Abstieg in die Regionalliga Bayern blieb er dem Verein noch ein weiteres Jahr treu und wechselte zur Saison 2024/25 zum Greifswalder FC in die Regionalliga Nordost. Nach nur fünf Ligaeinsätzen für die Vorpommern wechselte Petzold im Sommer 2025 zum Bahlinger SC.

## Erfolge
FC Rot-Weiß Erfurt
- Aufstieg in die Regionalliga Nordost: 2021/22